# Gendergeschiedenis
Gendergeschiedenis is een subdiscipline van geschiedenis en genderstudies waarin de invloed van gender en de verhouding tussen de seksen in het verleden wordt onderzocht en ook de invloed daarvan op de geschiedschrijving. Hierbij ligt niet de nadruk op biologische verschillen zoals bij sekse, maar op de verschillen tussen de geslachten die historisch gevormd zijn.
Het is ontstaan uit vrouwengeschiedenis waarin de rol van vrouwen in het verleden werd onderzocht. Tijdens de tweede feministische golf werd dit een wetenschappelijke discipline. In toenemende mate werd niet alleen de rol van vrouwen onderzocht, maar ook hoe de onderlinge verhoudingen tussen de geslachten cultureel en sociaal gevormd waren en de gevolgen daarvan.
Bekeken vanuit het genderperspectief blijken oude teksten die al uitvoerig onderzocht waren, toch nog nieuwe inzichten te kunnen verschaffen.

## Nederland
In Nederland wordt sinds 1989 de Johanna W.A. Naberprijs uitgereikt voor de beste Nederlandstalige afstudeerscriptie op het gebied van vrouwen- en/of gendergeschiedenis. 

### Historici
- Mineke Bosch
- Geertje Mak
- Ariadne Schmidt
- Denise De Weerdt